# 唐市石板街
唐市石板街，位于中华人民共和国江苏省苏州市常熟市沙家浜镇唐市社区尤泾河东岸，包括繁荣街和北新街两条南北向街道，长370米，宽1.4至2.5米，街道两侧多明、清及民国时期店铺及民居建筑。。2007年6月11日，唐市石板街公布为第六批常熟市文物保护单位。